# Laghi Gemelli

I Laghi Gemelli si trovano nel comune di Branzi, in alta val Brembana (provincia di Bergamo), chiusi nella conca delimitata dal Pizzo Farno, dal Monte Corte, dal Passo dei Laghi Gemelli, dal Passo di Mezzeno, dal Monte Spondone, dal Monte del Tonale, dal Pizzo dell'Orto e dal Pizzo del Becco. Nella stessa conca è racchiuso inoltre il Lago Becco, situato ai piedi del pizzo omonimo.

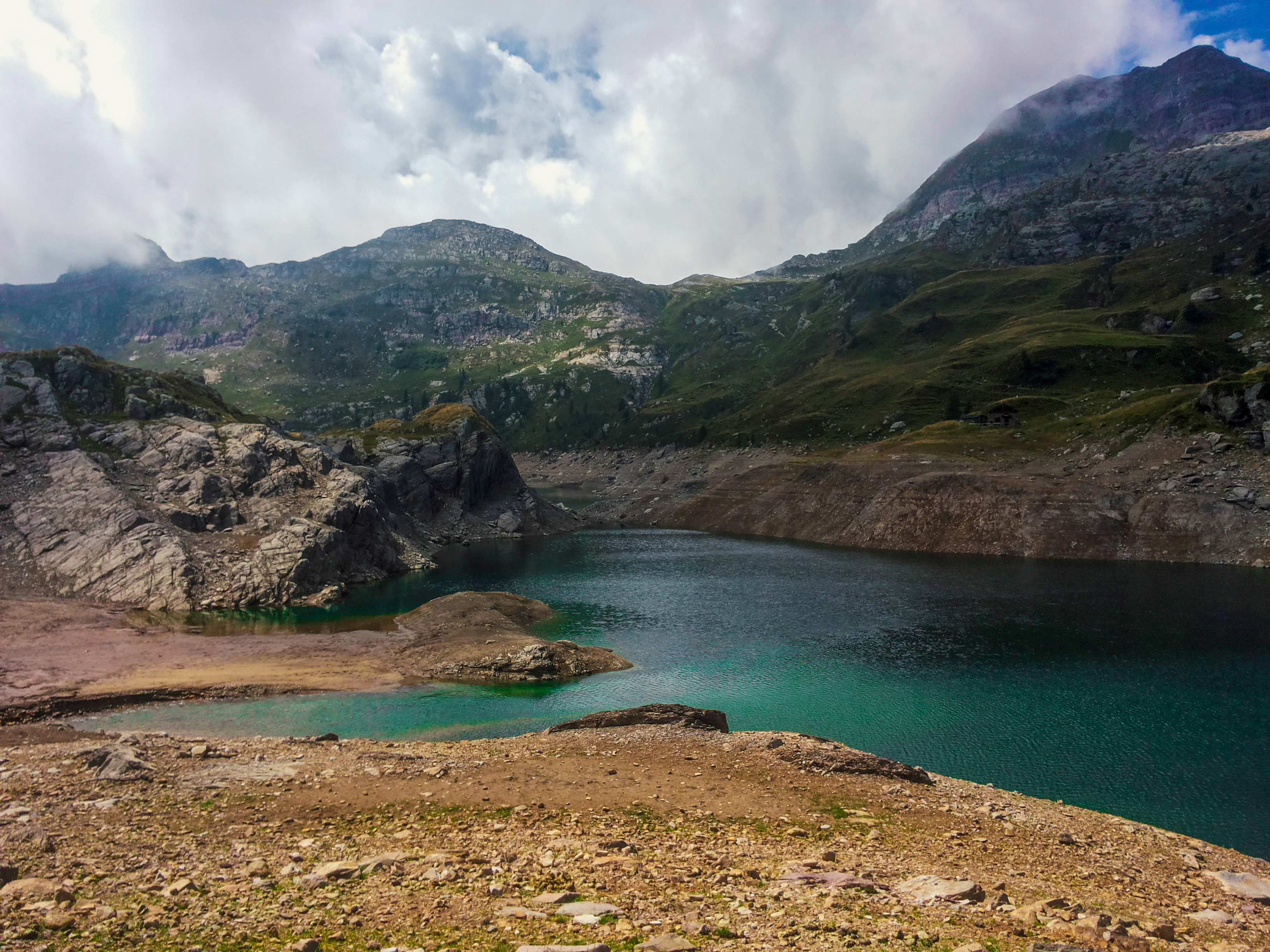
I laghi Gemelli parzialmente svuotati. Si nota al centro la fascia rocciosa che divideva originariamente i due bacini

Questi, assieme ai numerosi altri laghi artificiali della zona, sono nati a seguito della costruzione di diverse dighe da parte dell'Enel. Nella stessa zona si trovano anche il Lago Marcio, il Lago Casere, il Lago Colombo, il Lago Sardegnana e il Lago dei Frati sul versante della Val Brembana e il Lago Nero, il Lago di Aviasco, il Lago Campelli, il Lago Sucotto e il Lago Cernello sul versante della Val Seriana. Vi sono inoltre numerosi altri laghetti naturali più piccoli.
Nonostante il nome, i Laghi Gemelli sono formati da un corpo unico, che si divide solo quando la diga che ne contiene l'acqua viene quasi interamente svuotata, come accaduto nel 2005 in occasione dei lavori per il rafforzamento della diga.
Il nome infatti è stato loro attribuito precedentemente alla costruzione della diga, avvenuta nel 1932, quando i due laghetti, di dimensioni molto più contenute, erano due specchi d'acqua che, visti dall'alto, sembravano specchiarsi.
I laghi sono raggiungibili da diverse vie d'accesso, che partono dagli adiacenti comuni di Carona, Branzi e Capovalle di Roncobello in Val Brembana e da Valcanale di Ardesio e Valgoglio in val Seriana.
L'adiacente Rifugio Laghi Gemelli serve gli escursionisti in visita.

## Itinerari di salita
Il percorso più utilizzato per arrivare ai Laghi Gemelli da famiglie ed escursionisti è quello che parte dalle Baite di Mezzeno situate poco dopo Roncobello. Attraverso un percorso di 4,5 km e 700 metri di dislivello si potrà seguendo il sentiero CAI 215 arrivare al rifugio laghi Gemelli in circa 2 ore.
Un'alternativa per chi desidera affrontare un itinerario più lungo, 6 km e 850 metri di dislivello, è partire dal lago di Carona e attraverso il sentiero CAI 211 arrivare dapprima al lago Marcio, quindi al lago Pian Casere e infine ai Laghi Gemelli.

## La leggenda dei Laghi Gemelli
Sulla formazione dei laghi esistono numerosi racconti legati alla fantasia ed alla tradizione popolare locale.  Il più comune e ricorrente racconta una storia triste, nella quale i protagonisti erano due ragazzi del luogo, innamorati l'uno dell'altra.
Lei era una giovane appartenente ad una ricca famiglia di Branzi, mentre lui era un semplice pastore della Val Taleggio. Il loro amore era ostacolato dal padre della ragazza, che aveva già combinato il matrimonio della figlia con un altrettanto ricco possidente del vicino paese di Isola di Fondra, senza interpellare la diretta interessata.
Questa supplicò il padre affinché le lasciasse coronare il suo sogno d'amore con il giovane pastore, ma ad ogni richiesta veniva contrapposto un secco diniego. Dopo innumerevoli tentativi ed una grande quantità di lacrime versate, la ragazza si rassegnò all'idea di sposare un individuo che mai sarebbe entrato nel suo cuore, dove c'era posto soltanto per il giovane pastore. Ella si lasciò vincere dallo sconforto, tanto da cominciare a non mangiare più ed a rinchiudersi in se stessa, palesando anche segni di squilibrio.
Il padre decise quindi di rivolgersi ai migliori medici della zona al fine di guarire l'amata figlia, ma nessuno riuscì nell'impresa. Vi riuscì un medico, che altro non era che l'innamorato sotto mentite spoglie, che riuscì nel restituire il sorriso e la voglia di vivere alla ragazza. Il medico si recava tutti i giorni presso l'abitazione della propria paziente, con una cura ed un'amorevolezza tali da destare dubbi nei parenti di lei.
Allora i due innamorati decisero di fuggire, anche mossi dalla consapevolezza che se fossero rimasti non avrebbero potuto coronare il loro sogno d'amore. Partirono nel cuore della notte, diretti verso la difficile strada di montagna, al fine di evitare incontri e di essere scoperti.
Dopo essere rapidamente arrivati in località Piano delle Casere decisero di riposarsi, ma subito sentirono le campane del paese di Branzi che suonavano per segnalare la fuga dei due giovani. Il loro passo divenne sempre più spedito fino a diventare una corsa, tanto che nella foga la ragazza inciampò e si ferì. Il giovane pastore la prese in braccio e cercò di proseguire la corsa ma l'oscurità e la stanchezza gli fecero smarrire l'orientamento, tanto che anch'egli scivolò da un precipizio.
Caddero senza vita in una radura nella quale si aprirono due conche, al centro delle quali cominciarono a sgorgare due sorgenti d'acqua, che andarono a creare due laghi simili tra loro: simili al punto da essere chiamati laghi Gemelli. I primi soccorritori videro i due corpi degli innamorati intatti sul fondo dei laghetti stessi.
Nel 1932 la costruzione di una diga ha fuso i due laghi in uno unico: c'è chi racconta che sia il coronamento della storia d'amore dei due giovani.

## Galleria d'immagini

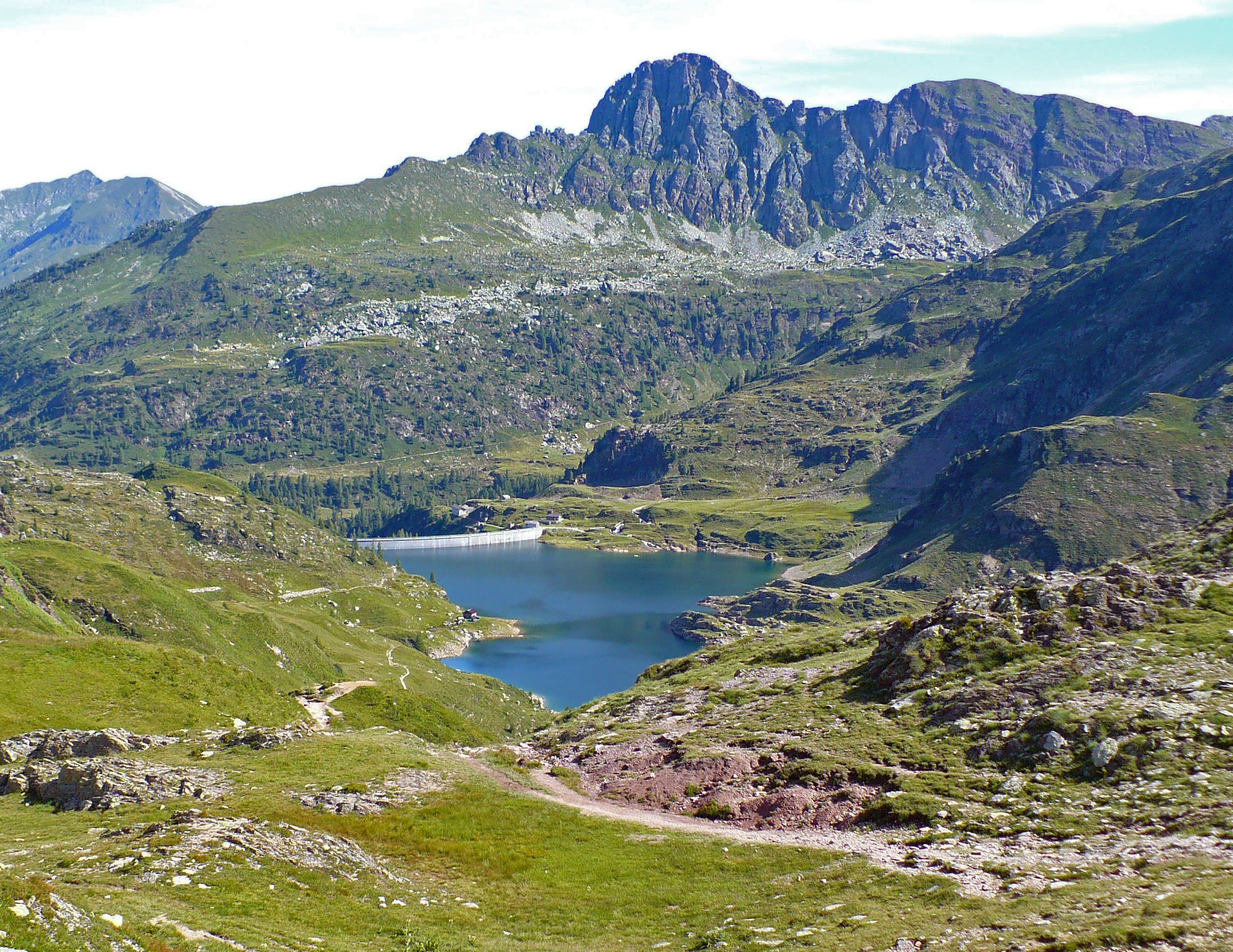
I Laghi Gemelli visti dal Passo di Mezzeno. Sullo sfondo il Pizzo del Becco
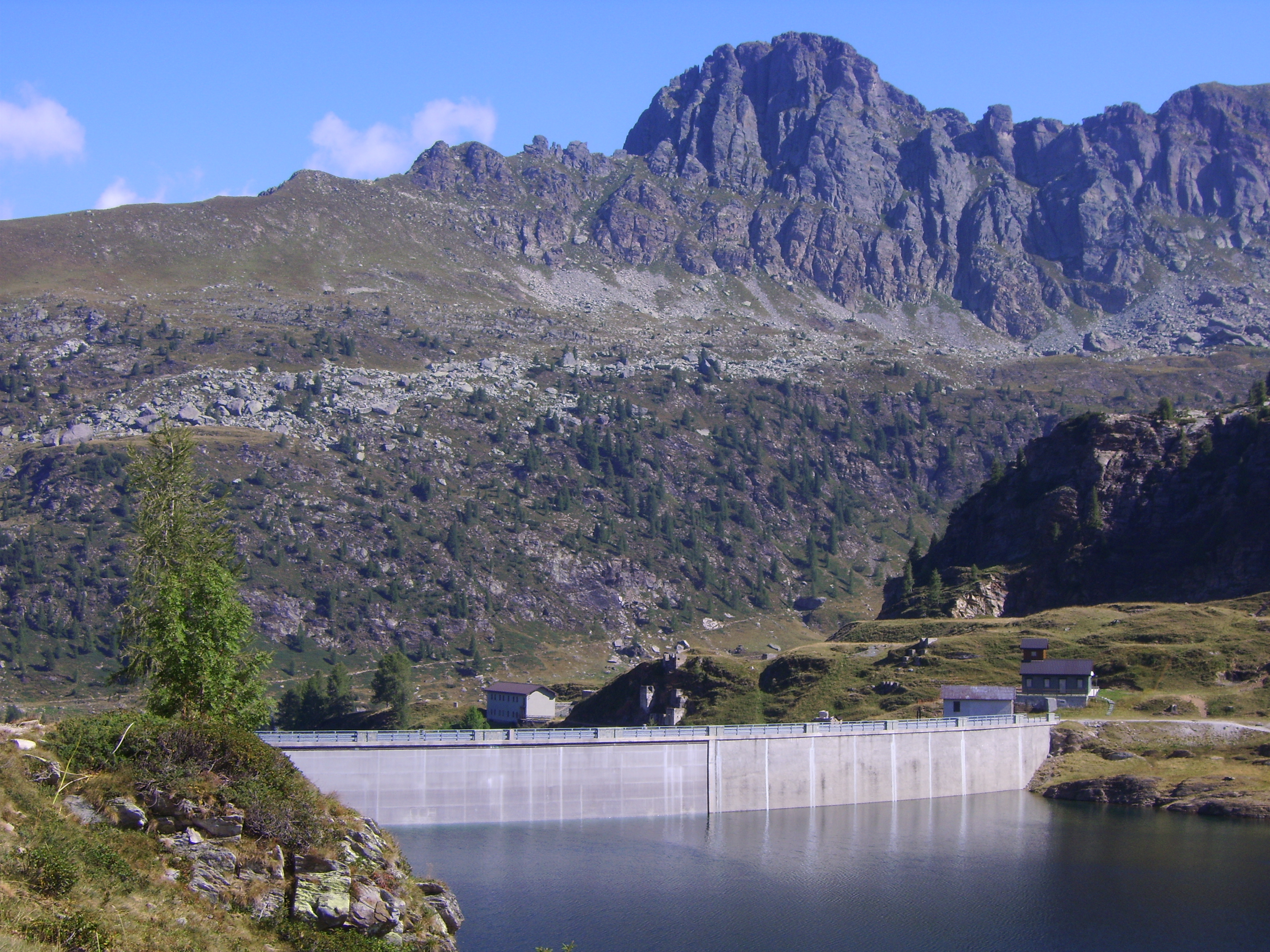
Vista della diga. Sullo sfondo il Pizzo del Becco
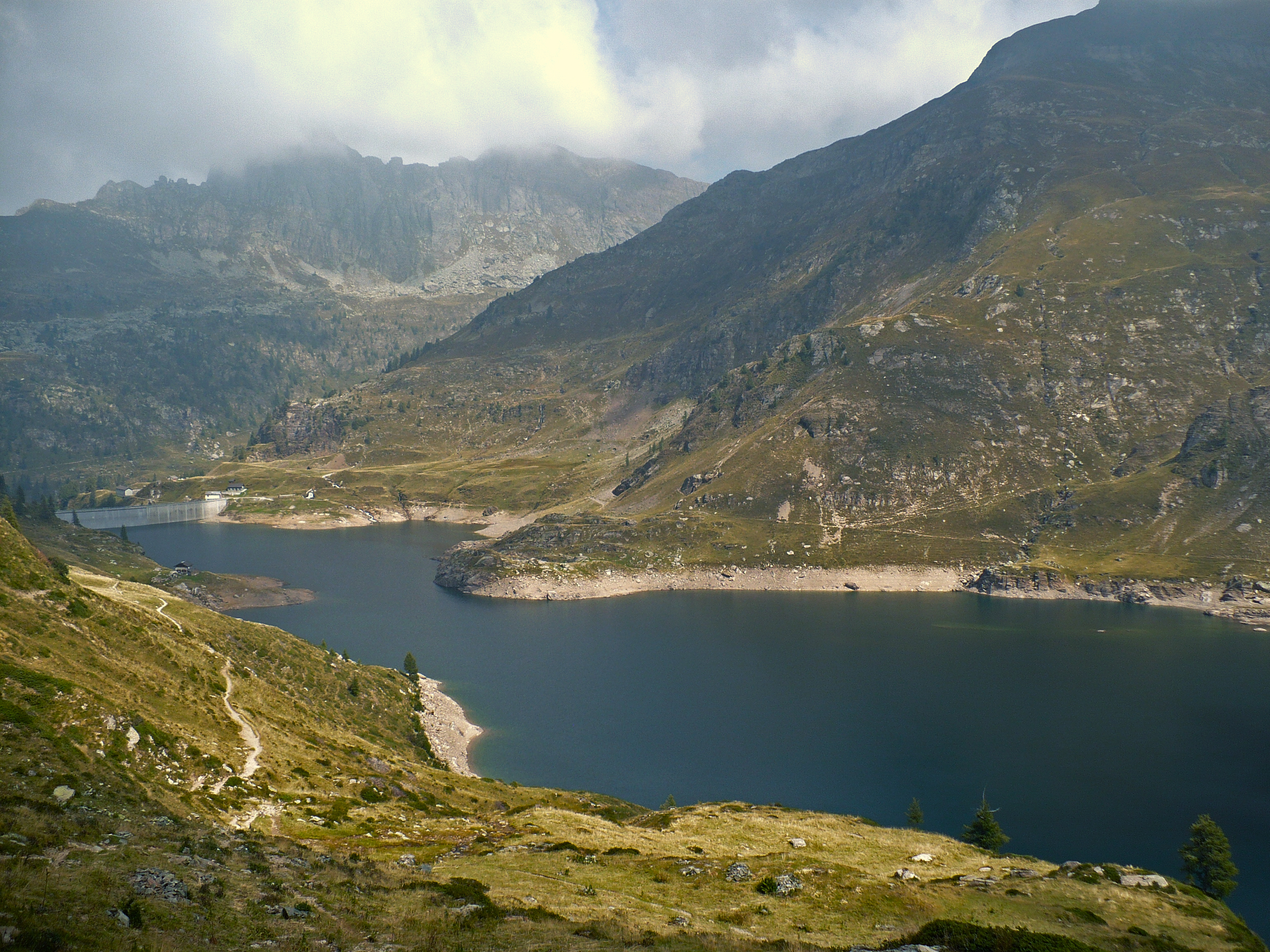
I Laghi Gemelli dalla sponda ovest
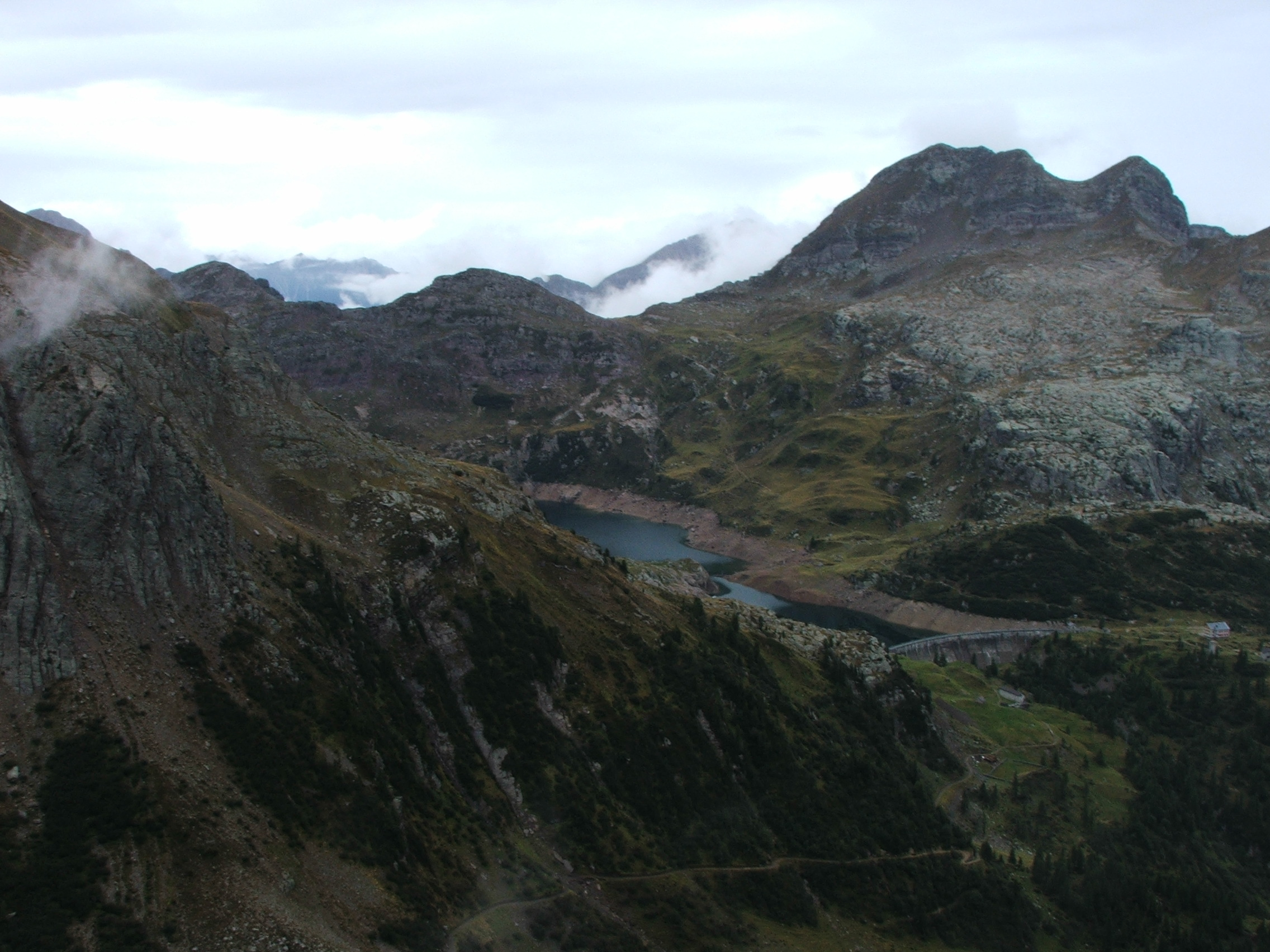
I laghi visti dalle pendici del Pizzo del Becco
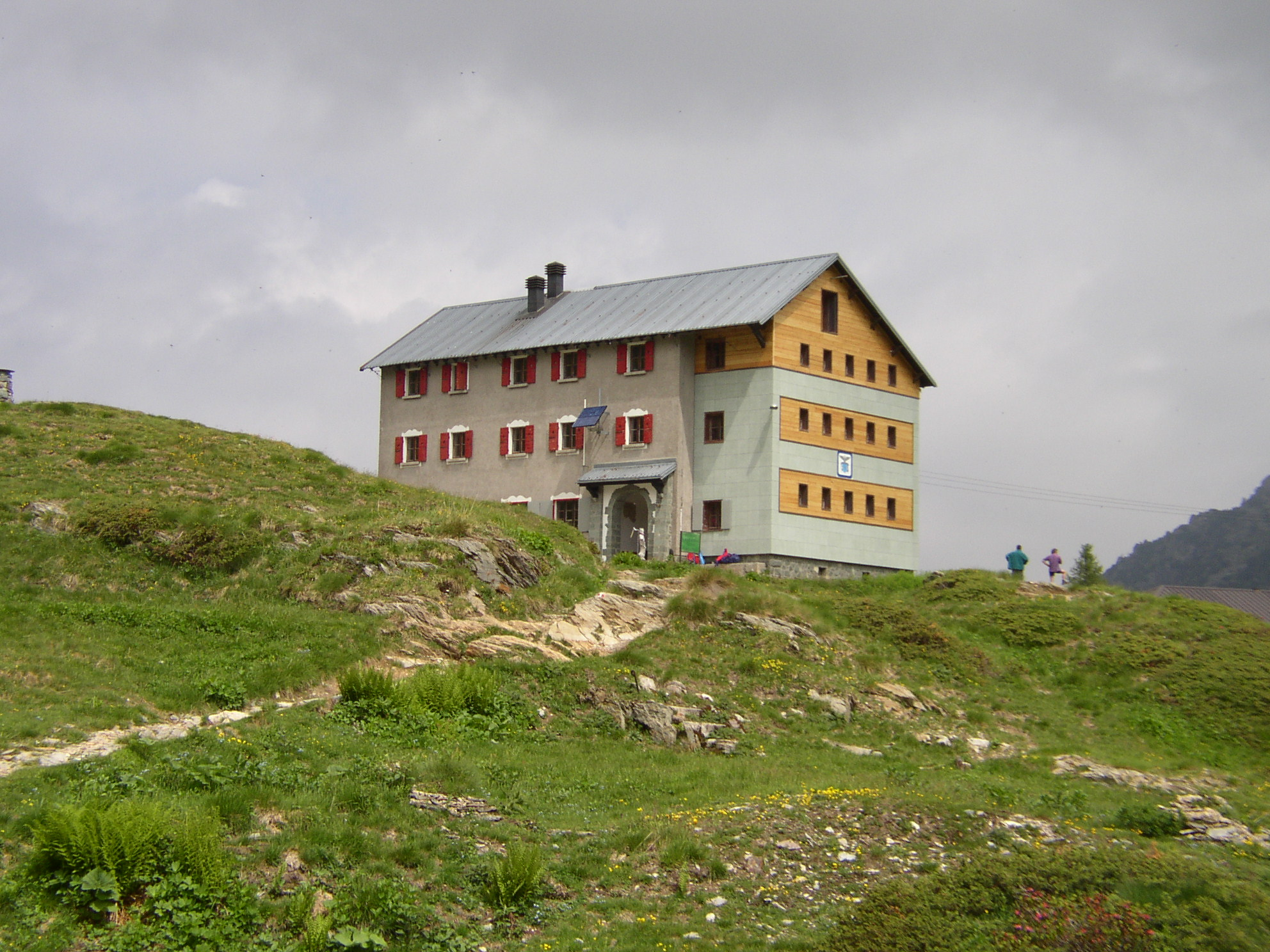
Il Rifugio Laghi Gemelli, posto accanto al lago